# هسته‌زایی ستاره‌ای
هسته‌زایی ستاره‌ای فرایندی است که طی آن فراوانی طبیعی عناصر شیمیایی درون ستارگان بر اثر همجوشی هسته‌ای در هسته و لایه‌های رویی ستاره‌ها تغییر می‌کند. ستاره‌ها با تغییر در فراوانی عناصر درونی‌شان تکامل پیدا می‌کنند. همجوشی هسته‌ای در مرکز ستاره جرم اتمی عناصر گازی آن را افزایش می‌دهد و باعث افت فشار و انقباض همراه با افزایش دما می‌شود. تغییرات ساختاری ستاره برای پایداری آن ضروری هستند. ستارگان بیشتر جرم خود را در اواخر عمر ستاره‌ای خود به بیرون پرتاب می‌کنند و از این طریق فراوانی عناصر سنگین‌تر از هلیم را در محیط میان‌ستاره‌ای افزایش می‌دهند. اصطلاح هسته‌زایی ابرنواختری برای توصیف پیدایش عناصر در حین تکامل و انفجار یک ستاره پیش‌ابرنواختر به‌کار می‌رود که فرد هویل نیز در سال ۱۹۵۴ آن را پیش‌گویی کرده‌بود. یکی از انگیزه‌های پیدایش نظریه هسته‌زایی، تغییر در فراوانی عناصر موجود در جهان بود. اگر نمودار فراوانی‌ها را به شکل تابعی از اعداد اتمی عناصر رسم کنیم، شکل دندانه‌دار اره‌ای خواهد داشت که با فاکتور ده‌ها میلیون تغییر می‌کند. این شکل نمودار وجود یک فرایند طبیعی را پیشنهاد می‌دهد تا یک توزیع تصادفی. هسته‌زایی ستاره‌ای عامل اصلی در فرایندهای متعددی است که تحت اصطلاح کلی هسته‌زایی قرار می‌گیرند.
انگیزه دوم برای فهمیدن فرایند هسته‌زایی ستاره‌ای در قرن بیستم به‌وجود آمد، یعنی هنگامی که مشخص شد که انرژی آزاد شده از همجوشی هسته‌ای، دلیل طول عمر خورشید به عنوان یک منبع نور و گرماست. همجوشی هسته در یک ستاره که از فراوانی نخستین هلیم و هیدروژن آن آغاز می‌شود و انرژی لازم برای تشکیل هسته‌های جدید به عنوان محصول فرایند همجوشی را فراهم می‌کند. این موضوع یک دهه پیش از جنگ جهانی دوم مشخص شده‌بود. هسته‌های اتمی جدید حاصله از فرایند همجوشی، هسته‌هایی هستند که تنها اندکی از هسته همجوشی‌شده سنگین‌ترند و هر هسته‌ای نمی‌تواند به وجود آید؛ از این رو این روش هسته‌زایی نقش پررنگی در توزیع طبیعی عناصر ندارد. عامل اصلی تولید انرژی در خورشید، همجوشی هیدروژن و تشکیل هلیم است که در دمای ۱۴ میلیون کلوین در هسته خورشید روی می‌دهد.

## تاریخچه

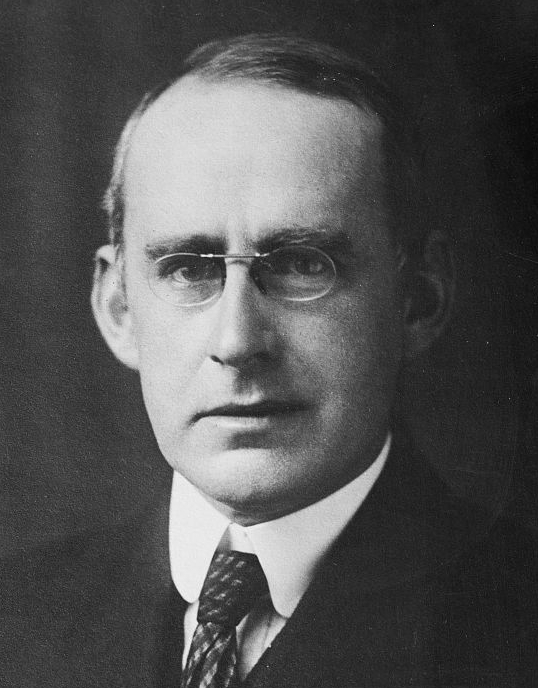
در سال ۱۹۲۰، آرتور ادینگتون پیشنهاد داد که ستارگان انرژی خود را از همجوشی هسته‌ای هیدروژن برای تشکیل هلیم به دست می‌آورند و این احتمال را مطرح نمود که عناصر سنگین‌تر در ستاره‌ها به‌وجود می‌آیند.

در سال ۱۹۲۰،آرتور ادینگتون، برپایه اندازه‌گیری‌های دقیق جرم‌های اتمی توسط فرانسیس ویلیام آستون و پیشنهاد اولیه‌ای از جانب ژان باتیست پرن، چنین پیشنهاد نمود که ستارگان انرژی خود را از همجوشی هسته‌ای هیدروژن برای تشکیل هلیم به دست می‌آورند و این احتمال را مطرح نمود که عناصر سنگین‌تر در درون ستاره‌ها پدید می‌آیند. این یک گام مقدماتی در جهت شکل‌گیری ایده هسته‌زایی بود. در سال ۱۹۲۸، جرج گاموف، آنچه را امروزه به نام فاکتور گاموف نامیده می‌شود، نتیجه‌گیری نمود. فاکتور گاموف یک فرمول مکانیک کوانتومی است که احتمال نزدیک کردن دو هسته به یکدیگر، به اندازه‌ای که نیروی هسته‌ای قوی بتواند بر مانع کولنی فایق آید. در دهه پس از آن، فاکتور گاموف توسط رابرت اتکینسون و هوترمنس و بعدها خود جرج گاموف و ادوارد تلر به کار رفت تا نرخ پیشرفت واکنش‌های هسته‌ای را در دماهای بالایی محاسبه کنند که گمان می‌رفت در درون ستاره‌ها موجود است.
در سال ۱۹۳۹، هانس بته، در مقاله‌ای با عنوان «تولید انرژی در ستارگان» واکنش‌های احتمالی برای همجوشی هیدروژن به هلیم را تحلیل نمود. او دو فرایند تعریف نمود که باور داشت منابع انرژی در ستارگان هستند. نخستین واکنش، واکنش زنجیره‌ای پروتون پروتون بود که در ستارگانی با جرم در حدود جرم خورشید، اصلی‌ترین منبع تولید انرژی است. واکنش دوم، چرخه کربن-نیتروژن-اکسیژن بود که توسط کارل فریدریش فون وایتسزکر نیز در سال ۱۹۳۸ بررسی شده‌بود و مهم‌ترین منبع انرژی در ستارگان با جرم بالاتر است. توصیف فیزیکی روشنی از واکنش زنجیره پروتون پروتون و چرخه سی‌ان‌او در متون علمی سال ۱۹۶۸ پدیدار گشت. هر چند که در هر دو مقاله بته، چگونگی شکل‌گیری عناصر سنگین‌تر بررسی نشده‌است. آن نظریه توسط فرد هویل در سال ۱۹۴۶ آغاز شد که بحثی در این مورد که مجموعه‌ای از هسته‌های اتمی داغ، باعث به وجود آمدن هسته آهن می‌شوند.[۹] هویل این موضوع را دنبال نمود و در سال ۱۹۵۴ در مقاله‌ای طولانی توصیف نمود که چگونه مراحل پیشرفته همجوشی در درون ستاره‌ها، عناصری که از نظر جرم میان کربن و آهن قراردارند را تولید می‌کنند. این مقاله اهمیت زیادی در زمینه هسته‌زایی دارد. هویل نقشه راهی را نشان داد که توصیف‌کننده این بود که چگونه فراوان‌ترین عناصر روی زمین از هیدروژن و هلیم اولیه شکل گرفته‌اند و مشخص می‌کنند که فراوانی این عناصر در کهکشان چگونه با گذر عمر کهکشان، افزایش می‌یابد.
نظریه هویل به سرعت به فرایندهای دیگر نیز گسترش یافت و در آغاز مقاله‌ای در سال ۱۹۵۷ توسط مارگارت باربیدج، جفری بربیج، آلفرد فاولر و فرد هویل منتشر شد این مقاله پژوهش‌های پیشین را جمع‌آوری و پالایش نمود و تصویر مرجعی ارائه داد که وعده توضیح فراوانی نسبی مشاهده‌شده عناصر را می‌داد، اما به تصویری که هویل در سال ۱۹۵۴ از هسته‌های اولیه ارائه داده بود، چیز زیادی جز فهم هسته‌زایی عناصر سنگین‌تر از آهن نیفزود. پیشرفت‌های چشمگیر بیشتری توسط آلستیر جی دبلیو کامرون و توسط دونالد دی. کلیتون انجام شد. در سال ۱۹۵۷ کامرون رویکرد مستقل خود را درمورد هسته‌زایی ارائه داد که از مثال هویل به آن پی برده بود و استفاده از رایانه‌ها را در محاسبات وابسته به زمان تکامل سیستم‌های هسته‌ای مطرح کرد. کلیتون اولین مدل‌های وابسته به زمان را از فرایند s در 1961 و روند r را در 1965 و همچنین سوزاندن سیلیسیم را به هسته‌های ذره آلفا و عناصر گروه آهن فراوان محاسبه کرد. در سال 1968 و تقویم‌های رادیوژنیک را برای تعیین سن عناصر کشف کرد.

## واکنش‌های کلیدی

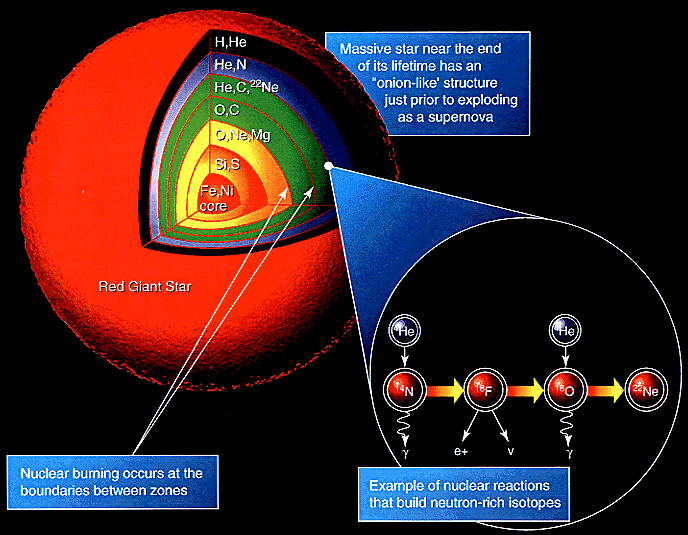
یک برش مقطعی از یک غول سرخ هسته‌زایی و تشکیل عناصر را نشان می‌دهد.

مهم‌ترین واکنش‌ها در هسته‌زایی ستاره‌ای عبارت‌اند از:
- همجوشی هیدروژن
- سوختن دوتریوم
- واکنش زنجیره‌ای پروتون پروتون
- چرخه کربن-نیتروژن-اکسیژن
- سوختن هلیم:
- فرایند آلفا سه‌گانه
- فرایند آلفا
- سوختن عناصر سنگین‌تر:
- سوختن لیتیم، فرایندی که عموماً در کوتوله‌های قهوه‌ای رخ می‌دهد.
- فرایند سوختن کربن
- فرایند سوختن نئون
- فرایند سوختن اکسیژن
- فرایند سوختن سیلیسیم
- تولید عناصر سنگین‌تر از آهن:
- گیراندازی نوترون:
- فرایند آر
- فرایند اس
- گیراندازی پروتون :
- فرایند آرپی
- فروپاشی نوری :
- فرایند پی